# Heimbert Paul Friedrich Hinze
Heimbert Paul Friedrich Hinze (* 1771 in Braunschweig; † Dezember 1840 in Lübeck) war ein deutscher Schauspieler, Schriftsteller und Theaterdirektor.

## Leben
Heimbert Paul Friedrich Hinze wurde 1771 als zweiter Sohn des Geheimen Ratssekretärs Heimbert Johann Hinze († 1802) in Braunschweig geboren, wo er für kurze Zeit das Martineum besuchte. Der ältere Bruder August Heimbert Hinze (1765–1832) wurde später Mediziner und Leibarzt des Reichsgrafen von Hochberg. Nach der Entlassung des Vaters zog die Familie 1779 nach Helmstedt. Hinze besuchte das dortige Pädagogium und später das Collegium Carolinum in Braunschweig. Im Jahr 1792 bezeichnete er sich als Kandidat. Vermutlich studierte er zu dieser Zeit Theologie.

### Theaterkarriere
Hinze war als Sekretär in Amsterdam tätig und wurde nachfolgend Schauspieler und Schauspieldirektor. Zwischen 1801 und 1805 hatte er Schauspielengagements in Amsterdam und Norddeutschland, insbesondere in Lübeck. Nach einem Gastauftritt in Hamburg 1805 war Hinze ab 1807 wieder in Lübeck engagiert, in den Jahren 1809/1810 folgten unter der Direktion von Leopold Löwe von Lübeck aus auch Spielzeiten in Doberan, Schwerin und Rostock. Ab Mai 1811 war er mit seiner Ehefrau unter Schauspieldirektor Wilhelm Breede in Rostock und Doberan, wo sich die Schauspielgesellschaft im Sommer auflöste. Es folgten im Jahr 1813 Auftritte in verschiedenen Orten in Holstein, darunter Kiel, und 1814/1815 gemeinsam mit seiner Ehefrau ein Engagement am Theater Braunschweig. Hinze war ab Februar 1815 gemeinsam mit seiner Ehefrau am Theater Lübeck tätig, dessen Direktor er von September 1815 bis April 1820 war (September 1818 bis April 1819 gemeinsame Direktion mit Ludwig Huber). Dem Lübecker Heimathistoriker Martin Funk galt Hinze später als „Wiederbegründer der Lübecker Bühne“. So engagierte er bedeutende Künstler der Zeit zu Gastspielen, darunter Ludwig Devrient und die Iffland-Schülerin Luise Möllinger. Nach dem Niederlegen des Direktorats folgten 1820 und 1822 erneute Gastauftritte Hinzes in Lübeck. In den folgenden Jahren war er an verschiedenen deutschen Theatern tätig. Nach einem Aufenthalt in Gotha im März/April 1823 war er im August des Jahres in Eisenach als Regisseur unter der Direktorin Maria Treger tätig. Es folgten 1824 Gastrollen am Theater in Gotha und im Jahr 1825 eine Anstellung bei dem Verleger Gerlach in Halle (Saale), bevor er Anfang 1826 Mitglied der Coburger Hoftheater-Gesellschaft in Gera und Coburg wurde. Hinze wechselte im Sommer 1826 nach Bamberg, war im Jahr 1829 Regisseur des Bernburger Theaters und kehrte schließlich 1830 nach Lübeck zurück. Dort war er zunächst als Regisseur am Theater (u. a. 1830/1831 unter Direktor Georg Friedrich Engel) und anschließend insbesondere als Herausgeber von Periodika tätig.

### Schriftstellerische Tätigkeit
Hinze veröffentlichte bereits 1786 Gedichte und Zeitschriftenbeiträge und ab 1798 Werke für die Bühne. Eine Eigenart seiner Lustspiele war es, mehrere Rollen durch denselben Schauspieler darstellen zu lassen und erst am Ende die Täuschung aufzuklären. Im Jahr 1792 erschien Hinzes Ogier von Dänemark in der von Friedrich Schiller herausgegebenen Zeitschrift Neue Thalia. Hinze erhielt für dieses dramatische Denkmahl über den dänischen Sagenhelden Holger Danske nach zweimaliger Mahnung ein Honorar von einem Louisdor. Dies wird durch einen Brief Schillers an den Verleger Georg Joachim Göschen belegt.

### Familie
Hinze war verheiratet mit der Schauspielerin Wilhelmine Henriette Hinze, geb. Klos, verwitwete Schulz. Beider Sohn war der in Lübeck geborene Arzt und Dichter Friedrich Hinze (1804–1857). Weitere Kinder des Paares, die am Theater in Kinderrollen auftraten, waren Adolph, Doris (später verh. Schütt, Abgang von der Bühne 1832 bei Heirat) und Julius Hinze. Hinzes Stieftöchter Wilhelmine und Caroline (späterer Bühnenname: Lange, verh. Löning) waren ebenfalls Schauspielerinnen. Heimbert Paul Friedrich Hinze starb im Dezember 1840 im Alter von rund 69 Jahren in Lübeck.

## Schriften (Auswahl)
- Ogier von Dänemark, dramatisches Denkmahl. In Friedrich Schiller (Hrsg.): Neue Thalia. 1792–93. 1792, Erster Band, S. 79–91. Wikisource: Ogier von Dänemark – Quellen und Volltexte
- Die Erben. Ein Lustspiel in einem Act. Ritscher, Hannover 1798.
- Dramatischer Almanach, für Freunde des Scherzes und froher Laune. Ein Neujahrsgeschenk auf 1815. Gottfried Vollmer, Altona und Flensburg 1815.
- Ein Streich zum Todtlachen. Lustspiel in einem Akt. In: Neue Bibliothek kleiner Theaterstücke für Privat-Gesellschaften. Ein Pendant zu der deutsche Schaubühne, Dritter Teil. Augsburg und Leipzig 1818.
- Die Heimkehr, oder: Liebe für Liebe. Verlag Gröning, 1829.
- Die Wanderer. Verlag Basse, 1830.
- Meine Wanderung durch Leben und Dichtung. Ein autobiographischer Versuch. Lübeck 1835.